# العلاقات التشادية المغربية

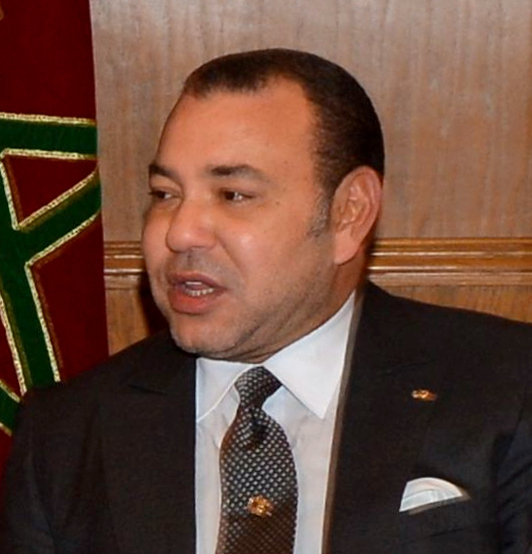
”أود كذلك الإشادة بالدور الهام الذي تضطلع به تشاد بمنطقة الساحل، والتنويه بالجهود التي يبذلها بلدكم من أجل الحفاظ على السلم والاستقرار والأمن بهذه المنطقة”.
مقتطف من برقية التهنئة التي بعث بها الملك محمد السادس إلى رئيس جمهورية تشاد، السيد إدريس ديبي، وذلك بمناسبة الذكرى الثالثة والخمسين لاستقلال بلاده.

أقامت المملكة المغربية علاقات دبلوماسية مع جمهورية تشاد سنة 1963. وقد ساهم في تقوية وتعضيد هذه الرؤى المشتركة، متانة العلاقات المتجذرة بين المغرب وتشاد، الاهتمام الخاص الذي يوليه قائدا البلدين الملك محمد السادس والرئيس إدريس ديبي إتنو من أجل الارتقاء بهذه العلاقات إلى أعلى المستويات. وتعتبر العلاقات السياسية بين المغرب وتشاد جيدة، وتتميز بتبادل الزيارات على أعلى مستوى، خطوات عملية تم تحقيقها خلال سنة 2014، تمثلت في افتتاح سفارة جمهورية تشاد بالرباط، وتشكيل مجموعة للصداقة البرلمانية بين المؤسستين التشريعية للبلدين، وفتح خط ربط جوي بين الدار البيضاء وانجمينا عبر الخطوط الملكية المغربية، وكذا إطلاق المغرب لمشاريع استثمارية مهمة بجمهورية التشاد الصديقة. كما أقدم المغرب على إلغاء الديون التشادية (حوالي 3.3 مليون دولار)، وساهم في المائدة المستديرة للمانحين من أجل إنجاز الطريق الرابطة بين نجامينا وأبيشي.

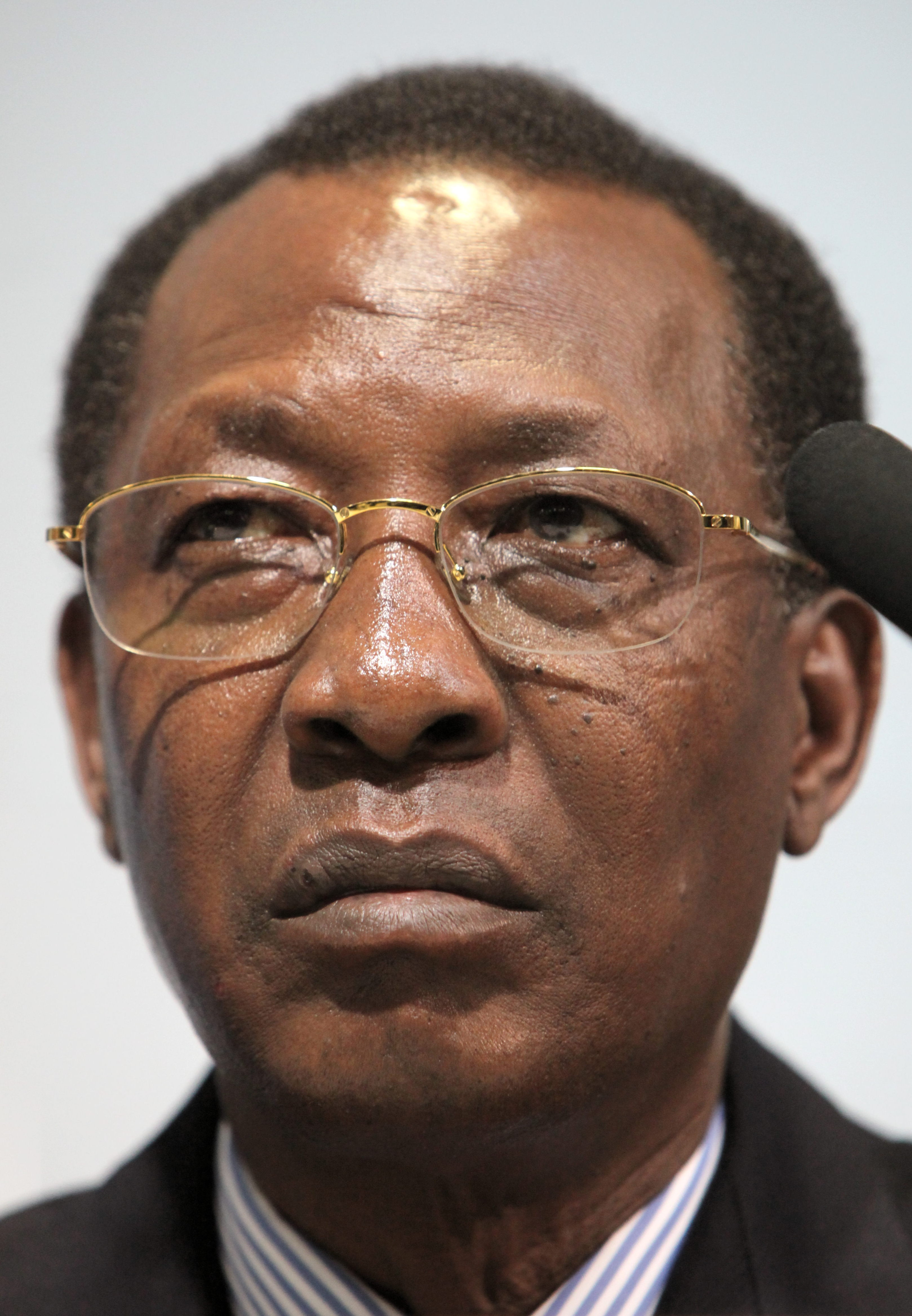
”أشاد الرئيس التشادي، إدريس ديبي إيتنو، بالتعاون “المثمر” مع المغرب، معربا عن امتنانه ل الملك محمد السادس بمناسبة إطلاق مشروعين كبيرين، بنجامينا، أوكل إنجازهما إلى الخبرة المغربية.
وقالت رئاسة الجمهورية التشادية، على موقعها في الأنترنيت، إن “رئيس الجمهورية إدريس ديبي إيتنو أشاد بالتعاون المثمر بين تشاد والمملكة المغربية، معربا عن امتنانه للعاهل المغربي محمد السادس”.
وكالة المغرب العربي للأنباء.

## العلاقات السياسية
في سنة 2006، سحبت تشاد إعترافها بالجمهورية العربية الصحراوية الديمقراطية، وأعلنت دعمها للمغرب.
فتحت جمهورية تشاد في يوم الأربعاء 14 غشت/أغسطس من سنة 2024 قنصلية عامة لها بالداخلة، تزامن هذا الحدث مع إحتفال الشعب المغربي بذكرى 14 أغسطس لإسترجاع إقليم وادي الذهب،
وكانت جمهورية تشاد أبلغت في سبتمبر من سنة 2022 عبر مذكرة شفوية، السلطات المغربية بقرارها فتح قنصلية عامة لها قريبا بالداخلة، بالصحراء المغربية، وأكدت السلطات التشادية أن هذا القرار يندرج في إطار “العلاقات الأخوية بين الملك محمد السادس ورئيسمحمد إدريس ديبي إيتنو.

## الزيارات المتبادلة الأخيرة
تعززت العلاقات الثنائية بين البلدين من خلال تبادل العديد من الزيارات بين وزراء البلدين وأيضاَ على المستوى البرلماني، نذكر اخرها:
- 10 فبراير 2015: زيارة وزير العدل وحقوق الإنسان التشادي السيد محمد عيسى هاليكيمي
- 18 سبتمبر 2014: زيارة الوزير المنتدب المكلف بالنقل محمد نجيب بوليف، إلى نجامينا
- 11 يوليو 2014: زيارة وفد عن مجموعة الصداقة البرلمانية التشادية – المغربية بالجمعية الوطنية التشادية
- 12 أبريل 2014: زيارة السيد غاطا أنغولو وزير إعداد التراب والتعمير والسكنى التشادي
- 24 أكتوبر 2014: زيارة وزير الاقتصاد والتجارة والتنمية السياحية التشادي عزيز محمد صالح
- 23 أكتوبر 2014: زيارة كاتبة الدولة في الخارجية التشادية السيدة كسيري حسنى إزابيل
- 11 أبريل 2014: زيارة وزير الشؤون الخارجية والاندماج الإفريقي بجمهورية تشاد، السيد موسى فاكي محمات
- 23 أكتوبر 2014: زيارة الوزير الأول التشادي كالزوبي باييمي دوبي مع وفد هام يضم عددا من أعضاء الحكومة التشادية وكبار المسؤولين ورجال الأعمال إلى المغرب، ويضم هذا الوفد التشادي على الخصوص، وزير البنيات التحتية والنقل والطيران المدني، ووزير إعداد التراب والتعمير والسكنى ووزير التعليم العالي والبحث العلمي، ووزير الاقتصاد والتجارة والتنمية السياحية، وكاتبة الدولة في الشؤون الخارجية وعددا من كبار المسؤولين في الإدارة العمومية وممثلين عن كبريات مقاولات القطاع الخاص بجمهورية تشاد. وأجرى الوزير الأول التشادي خلال زيارته للمغرب، مباحثات مع عدد من المسؤولين المغاربة، كما عقد سلسلة من اللقاءات القطاعية. كما تضمن برنامج الزيارة اجتماعا بمقر وزارة الشؤون الخارجية والتعاون، توج بالتوقيع على عدد من اتفاقيات التعاون. كما التقى الوزير الأول التشادي فاعلين اقتصاديين مغاربة في إطار اجتماع نظمه الاتحاد العام لمقاولات المغرب.[7]

## اللجنة العليا العليات المشتركة المغربية-التشادية
انعقدت الدورة الأولى للجنة العليا العليات المشتركة المغربية-التشادية في 12 أبريل 2014 بالرباط، وذلك من أجل توفير الأرضية الملائمة لتعزيز الشراكة الإستراتيجية بين البلدين، وخلص الاجتماع إلى ضرورة وضع قطاعات أخرى للتعاون على رأس أولوية أجندة التعاون الثنائي، من قبيل التعليم والتكوين والطاقات المتجددة، وإلى الارتقاء بالمبادلات الاقتصادية والتجارية إلى مستوى العلاقات السياسية الممتازة التي تجمع بين البلدين.

## التعاون البرلماني
توصف علاقات الصداقة التي تجمع البرلمان المغربي مع المؤسسة التشريعية بجمهورية تشاد بالممتازة، تم التأكيد عليها من خلال مباحثات السيد رشيد الطالبي العلمي رئيس مجلس النواب والسيد محمد الشيخ بيد الله رئيس مجلس المستشارين مع الوفد البرلماني لجمهورية تشاد في 14 أكتوبر 2014 في جنيف، وذلك على هامش أشغال الدورة ال 131 لجمعية الاتحاد البرلماني الدولي.

وتدعيماَ لآفاق التعاون بين البلدين في المجالات السياسية والاقتصادية والبرلمانية، زار بلادنا في 11 يوليو 2014، وفد عن مجموعة الصداقة البرلمانية التشادية – المغربية بالجمعية الوطنية التشادية.

## التعاون بين البلدين
- بين سنة 1990 و2006 تخرج 401 طالب تشادي كانوا يتابعون دراستهم بالمغرب، استفاد أغلبهم من منح دراسية. ويقدم المغرب الدعم لتشاد في مجال التكوين الأساسي والتكوين المستمر للقضاة. كما تضم المحاكم التشادية العديد من القضاة الذين تلقوا تكويناَ في المغرب.
- في يونيو 2020، وبتعليمات من الملك محمد السادس، قام المغرب بإرسال معدات طبية إلى عدة دول إفريقية ومن ضمنها تشاد وذلك لمساعدتها على محاربة جائحة كوفيد 19.[8]

- في نونبر 2023، أكد وزير الاتصال الناطق الرسمي باسم الدولة التشادية أن دولته ستغتنم مبادرة العاهل المغربي الرامية إلى تعزيز ولوج دول الساحل إلى المحيط الأطلسي. لتكون قادرة على التبادل التجاري بشكل أفضل مع بقية العالم، وخاصة مع المملكة المغربية.[9][10]

## الإتفاقيات
يؤطر العلاقات بين البلدين مجموعة من الاتفاقيات التي تشمل مختلف مجالات التعاون، نذكر منها:
- اتفاق إطار للتعاون، وقعت في يونيو 1955 بالرباط
- اتفاق لإنشاء لجنة مشتركة وقعت في 1997/05/17 بالرباط
- بروتوكول للتعاون بين وزارة خارجية البلدين، وقعت في 1997/05/07 بالرباط
- اتفاقية بشأن تشجيع وحماية الإستثمارات، وقعت في 1997/12/04 بالرباط
- اتفاقية تجارية وجمركية، وقعت في 1997/12/04 بالرباط
- بروتوكول للتعاون في المسائل القضائية بين وزارتي العدل في البلدين، وقعت في 2004/05/17 بمراكش
- مذكرة تفاهم للتعاون في مجال الوظيفة العمومية وتحديث الإدارة العمومية، وقعت في 2014/10/24 بالرباط
- اتفاقية شراكة بين المكتب الوطني المغربي للسياحة والمكتب التشادي للسياحة، وقعت في 2014/08/29 بالرباط
- اتفاقية للتعاون تهم قطاع البنيات التحتية، وقعت في 2014/09/20 بنجامينا
- اتفاقية للتعاون تهم قطاع الخدمات الجوية، وقعت في 2014/09/20 بنجامينا
- اتفاقية للتعاون تهم قطاع التكوين، وقعت في 2014/09/20 بنجامينا
- الاتفاق لإرساء آلية للمشاورات السياسية بين وزارتي خارجية، وقعت في البلدين 2014/04/11 بالرباط
- مذكرة تفاهم بين وزارة الشؤون الخارجية (الأكاديمية المغربية للدراسات الدبلوماسية) والوزارة التشادية للشؤون الخارجية والاندماج الإفريقي، وقعت في2014/04/11 بالرباط
- اتفاقية في مجال التكوين المهني والتعليم التقني، وقعت في 2014/04/11 بالرباط
- اتفاقية التعاون الثقافي، وقعت في 2014/04/11 بالرباط

## وصلات خارجية
- صفحة سفارة المملكة المغربية في تشاد
- صفحة جمهورية تشاد في المغرب